# Кринський Болеслав Іванович
Болеслав Іванович Кринський (1871 — не раніше 1921) — козелецький повітовий предводитель дворянства, камергер, член IV Державної думи від Чернігівської губернії.

## Життєпис
Римо-католицького віросповідання. Спадковий дворянин Чернігівської губернії. Син відставного капітана армійської піхоти Івана Хомича Кринського та його дружини Аделаїди Гзовської. Землевласник Козелецького повіту (160 десятин при селі Чемер).
Вищу освіту здобув в Університеті св. Володимира, юридичний факультет якого закінчив у 1896 році з дипломом 1-го ступеня. Після закінчення університету оселився у своєму маєтку і зайнявся громадською діяльністю. Того ж року був обраний головою Козелецької повітової земської управи. На цій посаді перебував трохи більше трьох років.
Також був обраний гласним Козелецьких повітових та Чернігівських губернських земських зборів і почесним мировим суддею у Козелецькому повіту. В 1901 був обраний кандидатом у козелецькі повітові предводителі дворянства, а 5 травня 1906 затверджений на цій посаді, яку і обіймав до революції 1917 року. 1904 року, на запрошення губернатора, брав участь у комітеті для розгляду проекту нового положення про селян. Після проголошення Жовтневого маніфесту у своїй губернії став одним із лідерів Союзу 17 жовтня. З 1910 року мав придворне звання камер-юнкера, з 1916 — камергера.
Як козелецький повітовий предводитель дворянства — активний учасник Всеросійських з'їздів дворянства від Чернігівської губернії. На першому Всеросійському з'їзді дворян 1906 року виступив із пропозицією створення місцевих комітетів для напрацювання заходів щодо поліпшення селянського землеволодіння, але виступав проти примусового відчуження поміщицької землі. На четвертому з'їзді 1908 року критично оцінював виборність суддів, виступаючи за збереження їхньої незалежності та ролі волосного суду в дрібних справах. Кринський був одним із ініціаторів вимог до реформи статуту об'єднаного дворянства, вважаючи, що постійна рада узурпувала владу. Його діяльність вирізнялася прагненням захищати інтереси провінційного дворянства і уникати партійної заангажованості.
В 1912 був обраний членом IV Державної думи від 2-го з'їзду міських виборців Чернігівської губернії. Входив до фракції центру та до Прогресивного блоку. Був секретарем фінансової комісії, а також членом комісій: з переселенської справи, з судових реформ, про шляхи сполучення, про торгівлю і промисловість.
У роки Першої світової війни був членом Особливої наради щодо забезпечення паливом шляхів сполучення, державних та громадських установ та підприємств, що працюють з метою державної оборони. Після Лютневої революції брав участь у роботах Вищої слідчої комісії Думи та у приватних нарадах членів Державної думи. Після Жовтневого перевороту до літа 1918 року залишався у Петрограді, коли виїхав на Південь країни. У січні 1920 року евакуювався з Новоросійська на кораблі «Ганновер».
В еміграції в Парижі, 1921 року переїхав до Італії. Подальша доля невідома. Був одружений, мав доньку.
На хуторі Тимки поблизу села Стара Басань Ніжинського району зберігся будинок його матері.